# Friedrich Marcinowski
Friedrich Marcinowski (* 11. November 1834 in Lyck, Ostpreußen; † 22. April 1899 in Berlin) war ein deutscher Jurist in der Finanzverwaltung des Königreichs Preußen.

## Leben
Marcinowski studierte Rechtswissenschaft an der Albertus-Universität Königsberg. 1852 wurde er Mitglied des 1851 gestifteten Corps Baltia Königsberg. Nach dem Examen und der Auskultatorausbildung war er am Kreisgericht des Kreises Friedland in Schippenbeil. Er wechselte vom Justizdienst in die innere Verwaltung und wurde Justitiar und Regierungsrat bei der Regierung in Königsberg. Als Vortragender Rat im  preußischen Finanzministerium erhielt er am 22. September 1882 den Charakter Geh. Finanzrat. Zuletzt war er Leiter der General-Lotteriedirektion.
Als er im 65. Lebensjahr gestorben war, wurde er auf dem Alten St.-Matthäus-Kirchhof Berlin beigesetzt. Unter den anwesenden Corpsbrüdern waren Eugen Hahn und Otto von Oehlschläger, der die Grabrede hielt. Das von Freunden errichtete Denkmal auf seinem Grab wurde am 12. November 1899 enthüllt und geriet in Vergessenheit.

## Auszeichnungen
- Geh. Oberfinanzrat
- Roter Adlerorden 2. Klasse mit Eichenlaub
- Komturkreuz des Herzoglich Sachsen-Ernestinischen Hausordens
- Großkomturkreuz des Greifenordens
- Rote Kreuz-Medaille (Preußen)

## Werke
- Das Heimatrecht und die Armenpflege in preussischen Staatsgebiet: nach den Bundesgesetzen und dem preussischen Landesgesetz vom 8. März 1871. 1871.
- Die Provinzialverwaltung. Nach den Bestimmungen der Provinzialordnung und der Dotationsgesetze unter besonderer Berücksichtigung der Provinz Preussen dargestellt, 1875. GoogleBooks
- Die Wehrsteuer im deutschen Reich. Ihre geschichtliche Entwicklung, politische, finanzielle und wirthschaftliche Bedeutung, 1881.
- Die gesetzlichen Bestimmungen betreffend die Pensionierung der unmittelbaren Staatsbeamten, so wie der Lehrer und Beamten an den höheren Unterrichtsanstalten, und die Fürsorge der Witwen und Waisen in Preußen nebst den Ergänzungs- und Ausführungs-Vorschriften, 1884. GoogleBooks
- Die Städteordnung für die sechs östlichen Provinzen der Preußischen Monarchie vom 30. Mai 1853 und das Gesetz, betreffend die Verfassung und Verwaltung der Städte und Flecken in der Provinz Schleswig-Holstein vom 14. April 1869. 1890. GoogleBooks
- Das Lotteriewesen im Königreich Preußen, 1894. GoogleBooks
- mit Emil Frommel: Bürgerrecht und Bürgertugend. Volksbuch des Staatswesens für das Königreich Preussen, 1896. GoogleBooks

## Quelle
- Siegfried Schindelmeiser: Die Albertina und ihre Studenten 1544 bis WS 1850/51 und Die Geschichte des Corps Baltia II zu Königsberg i. Pr. (1970–1985). Erstmals vollständige, bebilderte und kommentierte Neuausgabe in zwei Bänden mit einem Anhang, zwei Registern und einem Vorwort von Franz-Friedrich Prinz von Preussen, herausgegeben von Rüdiger Döhler und Georg von Klitzing, München 2010, ISBN 978-3-00-028704-6